# Cmentarz w Ivry-sur-Seine
Cmentarz w Ivry - cmentarz założony w 1874 na terenie gminy Ivry-sur-Seine, o powierzchni 28 hektarów. Jedno z ważniejszych miejsc pochówków uczestników francuskiego ruchu oporu, w tym bojowników grupy Manukiana z emigranckiej organizacji FTP-MOI. 

## Historia
Stary cmentarz w Ivry został założony w 1861, na siedmiohektarowej działce przy ówczesnej ulicy Paula Andrieux. W trzynaście lat później do tego terenu dodano dalsze 20 hektarów, tworząc dzisiejszą nekropolię. Na tle innych cmentarzy paryskich cmentarz wyróżnia się gęstym zadrzewieniem (blisko 1800 w większości zabytkowych drzew), łącznie zostało na nim dokonanych około 240 tys. pochówków. 
Od początku XX wieku do zniesienia kary śmierci we Francji cmentarz w Ivry był również miejscem pochówku osób straconych. 

## Znane osoby pochowane na cmentarzu
- Artur Adamow, literat, emigrant rosyjski, zm. 1970
- Jane Evrard, muzyk, wiolonczelista i dyrygent, zm. 1984
- Jean Bellus, rysownik, zm. 1967
- Johny Hess, piosenkarz, zm. 1954
- Michaił Łarionow, malarz, zm. 1964, razem z żoną Natalią Gonczarową
- Ałla Ilczun, modelka, zm. 1989[1].
- Arthur London, uczestnik ruchu oporu, polityk czechosłowacki, zm. 1986
- Aleksander Waligórski, polski generał, uczestnik powstania listopadowego i styczniowego, zm. 1873

W latach 1883–1888 na cmentarzu Ivry spoczywał Cyprian Kamil Norwid.

### Groby wojenne
W 38., 39., 42. i 46. kwaterze cmentarnej położone są zespoły grobów żołnierzy I wojny światowej i II wojny światowej, zmarłych w szpitalach na terenie Ivry i okolic wskutek odniesionych ran, rzadziej poległych w walce. W kwaterach pochowani zostali zarówno Francuzi, jak i żołnierze narodowości jugosłowiańskiej, rumuńskiej, włoskiej i niemieckiej. Włosi spoczywają w wydzielonej kwaterze, w której pochowano 5 tysięcy osób.

### Kwatera uczestników ruchu oporu
Na cmentarzu w Ivry znajdują się również groby bojowników z grupy Manukiana, rozstrzelanych w Mont Valérien w lutym 1944. Obok zespołu ich tablic nagrobnych wzniesiony został pomnik ku czci FTP-MOI. Obok Manukiana została pochowana jego żona Melinée, zmarła w 1990.